# شعله پس
شبله پس، روستایی از توابع بخش مرکزی شهرستان صومعه‌سرا در استان گیلان ایران است. شبله در گیلکی به معنای شاخه کوچکی از یک رود است. دلیل نامگذاری این روستا نیز به خاطر قرارگیری آن در کنار یک رود کوچک است. نام این روستا در لغتنامه دهخدا نیز به صورت شبله پس ضبط شده است. متاسفانه در سالهای اخیر اشخاص ناآگاه به فرهنگ و زبان گیلکی از نام جعلی شعله پس به جای شبله پس استفاده می کنند.

## جمعیت
این روستا در دهستان کسما قرار دارد و براساس سرشماری مرکز آمار ایران در سال ۱۳۸۵، جمعیت آن ۱۰۷ نفر (۲۸خانوار) بوده‌است.